# 帕里斯·布伦纳
帕里斯·约祖亚·布伦纳（德語：Paris Josua Brunner，2006年2月15日—）是一位德国足球运动员，曾效力于德甲俱乐部普鲁士多特蒙德青年队。現效力於法甲球隊摩納哥，并代表德国青年国家足球队参加国际比赛，于场上司职前锋。2023年，布伦纳随德国17岁以下国家队赢得了U-17世界杯冠军，此前也曾夺得U-17欧锦赛冠军。他在这两项赛事中都被评为赛事最佳球员。

## 俱乐部生涯
布伦纳自幼便在和睦多特蒙德踢球，直至2017-18赛季转投红白埃森青训营。两年后，他又于2019-20赛季在波鸿效力了一年，继而于2020年加盟普鲁士多特蒙德青年队。他与俱乐部签订了一份期至2025年6月30日届满的青训合同。2022年，在代表多特蒙德U-17梯队效力期间，布伦纳仅用时五场便在U-17德甲联赛中射入16球，从而在足球界崭露头角。他于16岁时便被提升至U-19梯队，在U-19德甲对阵波恩的比赛中首秀即取得入球。这些入球壮举使他与队友、德国国脚优素法·穆科科相提并论，后者在青年时期也同样高产。然而在2023年，布伦纳因纪律原因被俱乐部内部停赛，但至U-17世界杯前得到解禁。
2023年10月11日，英国《卫报》将布伦纳评为2006年出生、全球最有前途的60位足球天才之一。他在这年还获得了弗里茨·瓦尔特奖的男子U17组金奖。

## 国家队生涯
布伦纳自2021年开始入选德国青年国家足球队。作为德国和民主刚果的混血儿，他也有资格代表民主刚果国家队效力。
在2023年欧洲U-17足球锦标赛期间，布伦纳曾帮助10人德国与瑞士的四分之一决赛中射入扳平比分的一球，最终德国队在点球大战中以3比2取胜，从而获得了参加U-17世界杯的资格。之后，他在决赛中通过点球大战中以4比3击败法国，成功带领国家队赢得了冠军。布伦纳还被评选为本届赛事的最佳球员，并以4粒入球并列射手榜第一。
在半年后的2023年U-17世界杯期间，布伦纳又在最后三场比赛射入4球（对阿根廷梅开二度）、整届赛事贡献5球1助攻，帮助德国加冕世界冠军。他本人也当选本届世界杯的最佳球员，成为继2007年的托尼·克罗斯之后，第二位荣膺U-17世界杯金球奖的德国球员。

## 荣誉
德国U-17
- 欧洲U-17足球锦标赛：2023年[16]
- 国际足联U-17世界杯：2023年[17]

个人
- 欧洲U-17足球锦标赛最佳射手：2023年[18]
- 欧洲U-17足球锦标赛最佳球员：2023年[19]
- 欧洲U-17足球锦标赛最佳阵容：2023年[20]
- 国际足联U-17世界杯金球奖：2023年[21]
- 弗里茨·瓦尔特奖：2023年（男子U17组金奖）[11]